# Менді Іслакер
Менді Іслакер (нім. Mandy Islacker, 8 серпня 1988, Ессен) — німецька футболістка, Олімпійська чемпіонка. Нападник футбольного клубу «Баварія» (Мюнхен) і національної збірної Німеччини.

## Ігрова кар'єра
Вихованка спортивних клубів «Ессена». З 2004 по 2006 виступала за основний склад футбольного клубу «Дуйсбург». Один сезон відіграла у складі «Ессена».
З 2007 по 2010 захищала кольори мюнхенської «Баварії». Влітку 2010 повернулась до команди «Дуйсбург» у складі якого виступала до 2013.
Відігравши сезон у складі другорядного клубу «Клоппенбург» влітку 2014 уклала контракт з 1.ФК «Франкфурт».
Влітку 2017 уклала контракт з мюнхенською «Баварією».

## Збірна
У складі юніорської збірної Німеччини провела 4 матчі, забила два голи.
У складі національної збірної Німеччини дебютувала в 2015 році.
Олімпійська чемпіонка 2016.

### Голи в складі збірної
| Іслакер – голи за національну збірну | Іслакер – голи за національну збірну | Іслакер – голи за національну збірну | Іслакер – голи за національну збірну | Іслакер – голи за національну збірну | Іслакер – голи за національну збірну | Іслакер – голи за національну збірну |
| #                                    | Дата                                 | Місце                                | Суперник                             | Гол                                  | Рахунок                              | Турнір                               |
| ------------------------------------ | ------------------------------------ | ------------------------------------ | ------------------------------------ | ------------------------------------ | ------------------------------------ | ------------------------------------ |
| 1.                                   | 22 жовтня 2015                       | Вісбаден, Німеччина                  | Росія                                | 1–0                                  | 2–0                                  | Кваліфікація ЧЄ-2017                 |
| 2.                                   | 25 жовтня 2015                       | Зандгаузен, Німеччина                | Туреччина                            | 1–0                                  | 7–0                                  | Кваліфікація ЧЄ-2017                 |
| 3.                                   | 22 липня 2016                        | Падерборн, Німеччина                 | Гана                                 | 10–0                                 | 11–0                                 | Товариський матч                     |
| 4.                                   | 25 жовтня 2016                       | Аален, Німеччина                     | Нідерланди                           | 1–0                                  | 4–2                                  | Товариський матч                     |
| 5.                                   | 25 жовтня 2016                       | Аален, Німеччина                     | Нідерланди                           | 2–0                                  | 4–2                                  | Товариський матч                     |

Джерело:

## Титули і досягнення

### Клубні
1.ФК «Франкфурт»
- Володарка Ліги чемпіонів (1): 2015
- Найкращий бомбардир чемпіонату Німеччини (2): 2016, 2017

### Збірна
- Олімпійська чемпіонка (1): 2016.